# Stabat Mater (Rossini)

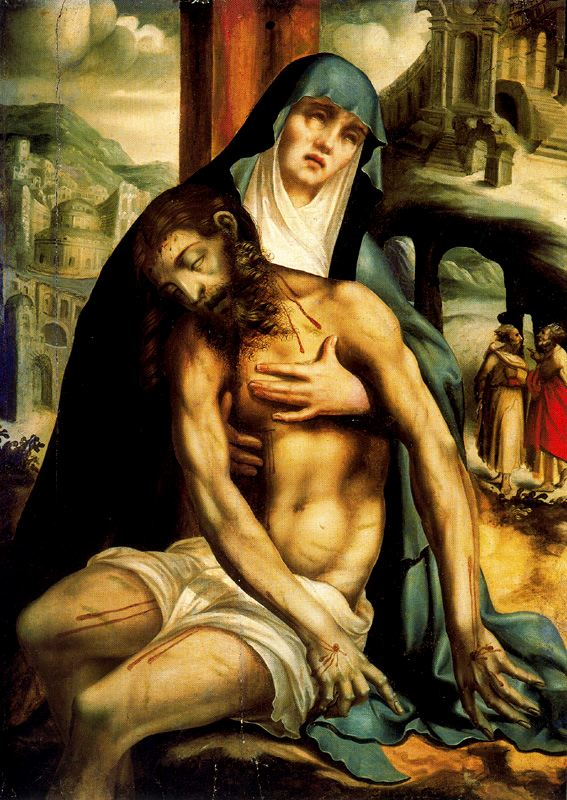
Stabat Mater es un himno católico del s.XIII atribuido al fraile franciscano Jacopone da Todi que comienza con las palabras Stabat Mater dolorosa (estaba la Madre sufriendo) y medita sobre el sufrimiento de María, la Madre de Jesús durante la crucifixión de éste. El cuadro de la imagen es obra del pintor Luis de Morales.

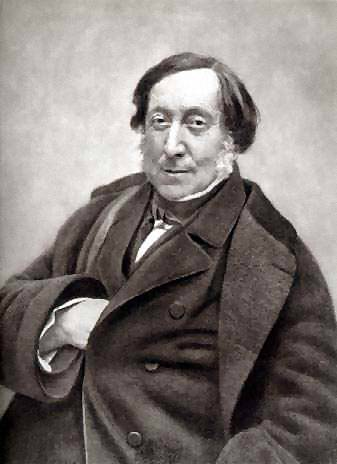
Retrato de Gioachino Rossini por Félix Nadar.

Stabat Mater es una obra musical creada por el compositor italiano Gioachino Rossini con forma de secuencia litúrgica sobre unos versos tradicionales católicos del siglo XIII (la plegaria Stabat Mater) atribuidos al papa Inocencio III o al fraile franciscano Jacopone da Todi y fue estrenada en la iglesia del Convento de San Felipe del Real de Madrid el Viernes Santo de 1833. 

## Características
La obra necesita de cuatro solistas (Soprano, Mezzosoprano, Tenor y Bajo), un coro y una orquesta para ser interpretada, y consta de diez movimientos o partes:

1. Introducción para coro y solista "Stabat Mater dolorosa"
2. Aria para tenor "Cujus animam gementem"
3. Dueto para soprano y contralto "Quis est homo"
4. Aria para bajo "Pro peccatis suae gentis"
5. Recitativo para bajo y coro "Eja, Mater, fons amoris"
6. Cuarteto para solistas "Sancta Mater, istud agas"
7. Cavatina para Contralto "Fac, ut portem Christi mortem"
8. Aria para soprano y coro "Inflammatus et accensus"
9. Cuarteto de solistas "Quando corpus morietur"
10. Final para coro "Amen, in sempiterna saecula" de estilo fugado

## Historia de la obra
La obra corresponde a la época de madurez de este compositor quien principalmente se dedicó a componer óperas y no obras religiosas. Este compositor vivió cómodamente desde el punto de vista económico en la sociedad parisina de su época pudiendo permitirse dejar de componer óperas para escapar del estrés que esto le producía. No obstante, tras "jubilarse" siguió componendo algunas obras, entre ellas Stabat Mater.
El Stabat Mater de Rossini está estrechamente vinculado a España ya que le fue encargado en una visita a Madrid en febrero de 1831. Rossini dirigió una representación muy celebrada del Barbero de Sevilla en presencia del propio Fernando VII; a la función acudió el archidiácono Manuel Fernández Varela quien, entusiasmado, deseaba poseer un manuscrito de Rossini y un Stabat Mater que rivalizase con el famosísimo de Pergolesi. A Rossini, compositor de óperas bufas, le pareció un encargo demasiado serio, por lo que fue reticente en un primer momento, aunque finalmente accedió a componerla dado que el prelado era gran amigo de su protector, el banquero Alejandro María Aguado, propietario del célebre Château Margaux. La única condición que impuso el compositor fue que la obra no podía ser vendida ni publicada y recibió a cambio de su composición una tabaquera de oro encastrada de diamantes que le donó el propio Varela. 
Aunque se esperaba la obra para la Pascua de 1832, Rossini no encontraba suficiente inspiración para las secciones 2, 3 y 4, con la parte más floja del texto de la poesía latina, por lo que pidió a su amigo el compositor y director musical del Théâtre Italien de París, Giovanni Tadolini que completase la obra.
A pesar de la decepción que ello supuso para el archidiácono Varela, la obra fue finalmente estrenada en la iglesia del Convento de San Felipe del Real de Madrid el Viernes Santo de 1833. 
A la muerte de Varela en 1837, y contrariamente a lo convenido inicialmente, el manuscrito fue vendido a un privado y posteriormente a un editor musical de París, lo que arrancó la furia de Rossini ante la embarazosa situación que podría haberle causado que se conociese que parte de la obra no la había compuesto él mismo. El compositor consiguió recuperar el manuscrito y compuso las partes que había dejado en manos de Tadolini, dotando a la obra de un gran sentido de unidad, añadiendo como final la sección décima: "Amen, in sempiterna saecula".
Finalmente la obra completa fue estrenada por primera vez en París el 7 de enero de 1842 en la Sala Ventadour con gran éxito. La siguiente interpretación se realizó en Bolonia dirigida por Gaetano Donizetti. Sin embargo, desde el estreno, Rossini fue acusado por algunos críticos por exceso de teatralidad en la composición que, según estos, "no está acorde con la transmisión del sentido místico de la religiosidad que emana de la secuencia de Jacopone da Todi".